# Temporada de tennis 2010
Selecció dels principals esdeveniments tennístics de l'any 2010 classificats per categoria masculina, femenina i per equips.

## Federació Internacional de Tennis

### Grand Slams
Open d'Austràlia
| Categoria          | Vencedors                        | Finalistes                              | Resultat          |
| ------------------ | -------------------------------- | --------------------------------------- | ----------------- |
| Individual masculí | Roger Federer                    | Andy Murray                             | 6−3, 6−4, 7−6(11) |
| Individual femení  | Serena Williams                  | Justine Henin                           | 6−4, 3−6, 6−2     |
| Doble masculí      | Bob Bryan · Mike Bryan           | Daniel Nestor · Nenad Zimonjic          | 6−3, 6−7(5), 6−3  |
| Doble femení       | Serena Williams · Venus Williams | Cara Black · Liezel Huber               | 6−4, 6−3          |
| Doble mixt         | Cara Black · Leander Paes        | Iekaterina Makàrova · Jaroslav Levinsky | 7−5, 6−3          |

Roland Garros
| Categoria          | Vencedors                           | Finalistes                         | Resultat            |
| ------------------ | ----------------------------------- | ---------------------------------- | ------------------- |
| Individual masculí | Rafael Nadal                        | Robin Soderling                    | 6−4, 6−2, 6−4       |
| Individual femení  | Francesca Schiavone                 | Samantha Stosur                    | 6−4, 7−6(2)         |
| Doble masculí      | Daniel Nestor · Nenad Zimonjic      | Lukas Dlouhy · Leander Paes        | 7−5, 6−2            |
| Doble femení       | Serena Williams · Venus Williams    | Kveta Peschke · Katarina Srebotnik | 6−2, 6−3            |
| Doble mixt         | Katarina Srebotnik · Nenad Zimonjic | Iaroslava Xvédova · Julian Knowle  | 4−6, 7−6(5), [11−9] |

Wimbledon
| Categoria          | Vencedors                          | Finalistes                       | Resultat      |
| ------------------ | ---------------------------------- | -------------------------------- | ------------- |
| Individual masculí | Rafael Nadal                       | Tomas Berdych                    | 6−3, 7−5, 6−4 |
| Individual femení  | Serena Williams                    | Vera Zvonariova                  | 6−3, 6−2      |
| Doble masculí      | Jurgen Melzer · Philipp Petzschner | Robert Lindstedt · Horia Tecau   | 6−1, 7−5, 7−5 |
| Doble femení       | Vania King · Iaroslava Xvédova     | Ielena Vesninà · Vera Zvonariova | 7−6(6), 6−2   |
| Doble mixt         | Leander Paes · Cara Black          | Wesley Moodie · Lisa Raymond     | 6−4, 7−6(5)   |

US Open
| Categoria          | Vencedors                      | Finalistes                           | Resultat           |
| ------------------ | ------------------------------ | ------------------------------------ | ------------------ |
| Individual masculí | Rafael Nadal                   | Novak Djokovic                       | 6−4, 5−7, 6−4, 6−2 |
| Individual femení  | Kim Clijsters                  | Vera Zvonariova                      | 6−2, 6−1           |
| Doble masculí      | Bob Bryan · Mike Bryan         | Rohan Bopanna · Aisam-Ul-Haq Qureshi | 7−6(5), 7−6(4)     |
| Doble femení       | Vania King · Iaroslava Xvédova | Liezel Huber · Nàdia Petrova         | 2−6, 6−4, 7−6(4)   |
| Doble mixt         | Liezel Huber · Bob Bryan       | Kveta Peschke · Aisam-Ul-Haq Qureshi | 6−4, 6−4           |

### Copa Davis

#### Quadre
|  | Vuitens de final 5−7 març             | Vuitens de final 5−7 març     | Vuitens de final 5−7 març    |                                           |           | Quarts de final 9−11 juliol | Quarts de final 9−11 juliol   | Quarts de final 9−11 juliol |   |  | Semifinals 17−19 setembre | Semifinals 17−19 setembre     | Semifinals 17−19 setembre |  |  | Final 3−5 desembre | Final 3−5 desembre | Final 3−5 desembre |
|  |                                       |                               |                              |                                           |           |                             |                               |                             |   |  |                           |                               |                           |  |  |                    |                    |                    |
|  | Logronyo, Espanya (terra batuda)      |                               |                              |                                           |           |                             |                               |                             |   |  |                           |                               |                           |  |  |                    |                    |                    |
|  | 1                                     | Espanya                       | 4                            |                                           |           |                             |                               |                             |   |  |                           |                               |                           |  |  |                    |                    |                    |
|  | 1                                     | Espanya                       | 4                            | Clarmont d'Alvèrnia, França (dura indoor) |           |                             |                               |                             |   |  |                           |                               |                           |  |  |                    |                    |                    |
|  |                                       | Suïssa                        | 1                            |                                           |           |                             |                               |                             |   |  |                           |                               |                           |  |  |                    |                    |                    |
|  |                                       | Suïssa                        | 1                            | 1                                         | Espanya   | 0                           |                               |                             |   |  |                           |                               |                           |  |  |                    |                    |                    |
|  | Toló, França (dura indoor)            |                               |                              | 1                                         | Espanya   | 0                           |                               |                             |   |  |                           |                               |                           |  |  |                    |                    |                    |
|  |                                       |                               | França                       | 5                                         |           |                             |                               |                             |   |  |                           |                               |                           |  |  |                    |                    |                    |
|  | 8                                     | Alemanya                      | França                       | 5                                         | 1         |                             |                               |                             |   |  |                           |                               |                           |  |  |                    |                    |                    |
|  | 8                                     | Alemanya                      |                              |                                           | 1         |                             | Lió, França (dura indoor)     |                             |   |  |                           |                               |                           |  |  |                    |                    |                    |
|  |                                       | França                        | 4                            |                                           |           |                             |                               |                             |   |  |                           |                               |                           |  |  |                    |                    |                    |
|  |                                       |                               |                              |                                           |           |                             |                               | França                      | 5 |  |                           |                               |                           |  |  |                    |                    |                    |
|  | Moscou, Rússia (dura indoor)          |                               |                              |                                           |           |                             |                               | França                      | 5 |  |                           |                               |                           |  |  |                    |                    |                    |
|  |                                       | 5                             | Argentina                    | 0                                         |           |                             |                               |                             |   |  |                           |                               |                           |  |  |                    |                    |                    |
|  | 4                                     | 5                             | Argentina                    | 0                                         | Rússia    | 3                           |                               |                             |   |  |                           |                               |                           |  |  |                    |                    |                    |
|  | 4                                     | Moscou, Rússia (dura indoor)  |                              |                                           | Rússia    | 3                           |                               |                             |   |  |                           |                               |                           |  |  |                    |                    |                    |
|  |                                       | Índia                         | 2                            |                                           |           |                             |                               |                             |   |  |                           |                               |                           |  |  |                    |                    |                    |
|  |                                       | Índia                         | 2                            | 4                                         | Rússia    | 2                           |                               |                             |   |  |                           |                               |                           |  |  |                    |                    |                    |
|  | Estocolm, Suècia (dura indoor)        |                               |                              | 4                                         | Rússia    | 2                           |                               |                             |   |  |                           |                               |                           |  |  |                    |                    |                    |
|  |                                       | 5                             | Argentina                    | 3                                         |           |                             |                               |                             |   |  |                           |                               |                           |  |  |                    |                    |                    |
|  | 5                                     | 5                             | Argentina                    | 3                                         | Argentina | 3                           |                               |                             |   |  |                           |                               |                           |  |  |                    |                    |                    |
|  | 5                                     |                               |                              |                                           | Argentina | 3                           |                               |                             |   |  |                           | Belgrad, Sèrbia (dura indoor) |                           |  |  |                    |                    |                    |
|  |                                       | Suècia                        | 2                            |                                           |           |                             |                               |                             |   |  |                           |                               |                           |  |  |                    |                    |                    |
|  |                                       |                               |                              |                                           |           |                             |                               |                             |   |  |                           |                               |                           |  |  |                    |                    |                    |
|  |                                       |                               |                              |                                           |           |                             |                               |                             |   |  |                           |                               |                           |  |  | França             | 2                  |                    |
|  | Varaždin, Croàcia (dura indoor)       |                               |                              |                                           |           |                             |                               |                             |   |  |                           |                               |                           |  |  | França             | 2                  |                    |
|  |                                       |                               | Sèrbia                       | 3                                         |           |                             |                               |                             |   |  |                           |                               |                           |  |  |                    |                    |                    |
|  |                                       | Equador                       | Sèrbia                       | 3                                         | 0         |                             |                               |                             |   |  |                           |                               |                           |  |  |                    |                    |                    |
|  |                                       | Equador                       | Split, Croàcia (dura indoor) |                                           | 0         |                             |                               |                             |   |  |                           |                               |                           |  |  |                    |                    |                    |
|  | 6                                     | Croàcia                       | 5                            |                                           |           |                             |                               |                             |   |  |                           |                               |                           |  |  |                    |                    |                    |
|  | 6                                     | Croàcia                       | 5                            |                                           | 6         | Croàcia                     | 1                             |                             |   |  |                           |                               |                           |  |  |                    |                    |                    |
|  | Belgrad, Sèrbia (terra batuda indoor) |                               |                              |                                           | 6         | Croàcia                     | 1                             |                             |   |  |                           |                               |                           |  |  |                    |                    |                    |
|  |                                       |                               | Sèrbia                       | 4                                         |           |                             |                               |                             |   |  |                           |                               |                           |  |  |                    |                    |                    |
|  |                                       | Sèrbia                        | Sèrbia                       | 4                                         | 3         |                             |                               |                             |   |  |                           |                               |                           |  |  |                    |                    |                    |
|  |                                       | Sèrbia                        |                              |                                           | 3         |                             | Belgrad, Sèrbia (dura indoor) |                             |   |  |                           |                               |                           |  |  |                    |                    |                    |
|  | 3                                     | Estats Units                  | 2                            |                                           |           |                             |                               |                             |   |  |                           |                               |                           |  |  |                    |                    |                    |
|  | 3                                     | Estats Units                  | 2                            |                                           |           |                             |                               |                             |   |  | Sèrbia                    | 3                             |                           |  |  |                    |                    |                    |
|  | Coquimbo, Xile (terra batuda)         |                               |                              |                                           |           |                             |                               |                             |   |  | Sèrbia                    | 3                             |                           |  |  |                    |                    |                    |
|  |                                       | 2                             | Txèquia                      | 2                                         |           |                             |                               |                             |   |  |                           |                               |                           |  |  |                    |                    |                    |
|  |                                       | 2                             | Txèquia                      | 2                                         | Xile      | 4                           |                               |                             |   |  |                           |                               |                           |  |  |                    |                    |                    |
|  |                                       | Coquimbo, Xile (terra batuda) |                              |                                           | Xile      | 4                           |                               |                             |   |  |                           |                               |                           |  |  |                    |                    |                    |
|  | 7                                     | Israel                        | 1                            |                                           |           |                             |                               |                             |   |  |                           |                               |                           |  |  |                    |                    |                    |
|  | 7                                     | Israel                        | 1                            |                                           |           | Xile                        | 1                             |                             |   |  |                           |                               |                           |  |  |                    |                    |                    |
|  | Bree, Bèlgica (terra batuda indoor)   |                               |                              |                                           |           | Xile                        | 1                             |                             |   |  |                           |                               |                           |  |  |                    |                    |                    |
|  |                                       | 2                             | Txèquia                      | 4                                         |           |                             |                               |                             |   |  |                           |                               |                           |  |  |                    |                    |                    |
|  |                                       | 2                             | Txèquia                      | 4                                         | Bèlgica   | 1                           |                               |                             |   |  |                           |                               |                           |  |  |                    |                    |                    |
|  |                                       |                               |                              |                                           | Bèlgica   | 1                           |                               |                             |   |  |                           |                               |                           |  |  |                    |                    |                    |
|  | 2                                     | Txèquia                       | 4                            |                                           |           |                             |                               |                             |   |  |                           |                               |                           |  |  |                    |                    |                    |

#### Final
| Sèrbia 3 | Belgrade Arena, Belgrad, Sèrbia 3 - 5 de desembre de 2010 Dura indoor | Belgrade Arena, Belgrad, Sèrbia 3 - 5 de desembre de 2010 Dura indoor | França 2 |      |     |     |     |  |
| \| \| \| \| 1 \| 2 \| 3 \| 4 \| 5 \| \| \| - \| --------------- \| --------------------------------------------------------------- \| --- \| ---- \| --- \| --- \| --- \| \| \| 1 \| Sèrbia · França \| Janko Tipsarevic Gael Monfils \| 1 6 \| 64 7 \| 0 6 \| \| \| \| \| 2 \| Sèrbia · França \| Novak Djokovic Gilles Simon \| 6 3 \| 6 1 \| 7 5 \| \| \| \| \| 3 \| Sèrbia · França \| Nenad Zimonjic / Viktor Troicki Arnaud Clement / Michael Llodra \| 6 3 \| 7 63 \| 4 6 \| 5 7 \| 4 6 \| \| \| 4 \| Sèrbia · França \| Novak Djokovic Gael Monfils \| 6 2 \| 6 2 \| 6 4 \| \| \| \| \| 5 \| Sèrbia · França \| Viktor Troicki Michael Llodra \| 6 2 \| 6 2 \| 6 3 \| \| \| \| |                                                                       |                                                                       |          |      |     |     |     |  |
| |                                                                       |                                                                       | 1        | 2    | 3   | 4   | 5   |  |
| 1 | Sèrbia · França                                                       | Janko Tipsarevic Gael Monfils                                         | 1 6      | 64 7 | 0 6 |     |     |  |
| 2 | Sèrbia · França                                                       | Novak Djokovic Gilles Simon                                           | 6 3      | 6 1  | 7 5 |     |     |  |
| 3 | Sèrbia · França                                                       | Nenad Zimonjic / Viktor Troicki Arnaud Clement / Michael Llodra       | 6 3      | 7 63 | 4 6 | 5 7 | 4 6 |  |
| 4 | Sèrbia · França                                                       | Novak Djokovic Gael Monfils                                           | 6 2      | 6 2  | 6 4 |     |     |  |
| 5 | Sèrbia · França                                                       | Viktor Troicki Michael Llodra                                         | 6 2      | 6 2  | 6 3 |     |     |  |

| Copa Davis 2010     |
| ------------------- |
| Sèrbia Primer títol |

### Copa Federació

#### Quadre
|  | Primera ronda 6-7 de febrer            | Primera ronda 6-7 de febrer              | Primera ronda 6-7 de febrer |                                                    |         | Semifinals 24-25 d'abril | Semifinals 24-25 d'abril                   | Semifinals 24-25 d'abril |   |  | Final 6-7 de novembre | Final 6-7 de novembre | Final 6-7 de novembre |
|  |                                        |                                          |                             |                                                    |         |                          |                                            |                          |   |  |                       |                       |                       |
|  | Khàrkiv, Ucraïna (dura-interior)       |                                          |                             |                                                    |         |                          |                                            |                          |   |  |                       |                       |                       |
|  |                                        | Ucraïna                                  | 1                           |                                                    |         |                          |                                            |                          |   |  |                       |                       |                       |
|  |                                        | Ucraïna                                  | 1                           | Foro Italico, Roma, Itàlia (terra batuda-exterior) |         |                          |                                            |                          |   |  |                       |                       |                       |
|  | 1                                      | Itàlia                                   | 4                           |                                                    |         |                          |                                            |                          |   |  |                       |                       |                       |
|  | 1                                      | Itàlia                                   | 4                           |                                                    | 1       | Itàlia                   | 5                                          |                          |   |  |                       |                       |                       |
|  | Brno, Txèquia (dura-interior)          |                                          |                             |                                                    | 1       | Itàlia                   | 5                                          |                          |   |  |                       |                       |                       |
|  |                                        | 4                                        | Txèquia                     | 0                                                  |         |                          |                                            |                          |   |  |                       |                       |                       |
|  | 4                                      | 4                                        | Txèquia                     | 0                                                  | Txèquia | 3                        |                                            |                          |   |  |                       |                       |                       |
|  | 4                                      |                                          |                             |                                                    | Txèquia | 3                        | San Diego, Califòrnia, EUA (dura-interior) |                          |   |  |                       |                       |                       |
|  |                                        | Alemanya                                 | 2                           |                                                    |         |                          |                                            |                          |   |  |                       |                       |                       |
|  |                                        |                                          |                             |                                                    |         |                          | 1                                          | Itàlia                   | 3 |  |                       |                       |                       |
|  | Belgrad, Sèrbia (dura-interior)        |                                          |                             |                                                    |         |                          | 1                                          | Itàlia                   | 3 |  |                       |                       |                       |
|  |                                        | 2                                        | Estats Units                | 1                                                  |         |                          |                                            |                          |   |  |                       |                       |                       |
|  |                                        | 2                                        | Estats Units                | 1                                                  | Sèrbia  | 2                        |                                            |                          |   |  |                       |                       |                       |
|  |                                        | Birmingham, Alabama, EUA (dura-interior) |                             |                                                    | Sèrbia  | 2                        |                                            |                          |   |  |                       |                       |                       |
|  | 3                                      | Rússia                                   | 3                           |                                                    |         |                          |                                            |                          |   |  |                       |                       |                       |
|  | 3                                      | Rússia                                   | 3                           |                                                    | 3       | Rússia                   | 2                                          |                          |   |  |                       |                       |                       |
|  | Liévin, França (terra batuda-interior) |                                          |                             |                                                    | 3       | Rússia                   | 2                                          |                          |   |  |                       |                       |                       |
|  |                                        | 2                                        | Estats Units                | 3                                                  |         |                          |                                            |                          |   |  |                       |                       |                       |
|  |                                        | 2                                        | Estats Units                | 3                                                  | França  | 1                        |                                            |                          |   |  |                       |                       |                       |
|  |                                        |                                          |                             |                                                    | França  | 1                        |                                            |                          |   |  |                       |                       |                       |
|  | 2                                      | Estats Units                             | 4                           |                                                    |         |                          |                                            |                          |   |  |                       |                       |                       |

#### Final
| Estats Units 1 | San Diego Sports Arena, San Diego, Califòrnia, Estats Units 6 - 7 de novembre de 2010 Dura interior | San Diego Sports Arena, San Diego, Califòrnia, Estats Units 6 - 7 de novembre de 2010 Dura interior | Itàlia 3 |     |   |             |
| \| \| \| \| 1 \| 2 \| 3 \| \| \| - \| --------------------- \| -------------------------------------------------------- \| ---- \| --- \| - \| ----------- \| \| 1 \| Estats Units · Itàlia \| Coco Vandeweghe Francesca Schiavone \| 2 6 \| 4 6 \| \| \| \| 2 \| Estats Units · Itàlia \| Bethanie Mattek-Sands Flavia Pennetta \| 64 7 \| 2 6 \| \| \| \| 3 \| Estats Units · Itàlia \| Melanie Oudin Francesca Schiavone \| 6 3 \| 6 1 \| \| \| \| 4 \| Estats Units · Itàlia \| Coco Vandeweghe Flavia Pennetta \| 1 6 \| 2 6 \| \| \| \| 5 \| Estats Units · Itàlia \| Liezel Huber / Melanie Oudin Sara Errani / Roberta Vinci \| \| \| \| no disputat \| | | |          |     |   |             |
| | | | 1        | 2   | 3 |             |
| 1 | Estats Units · Itàlia                                                                               | Coco Vandeweghe Francesca Schiavone                                                                 | 2 6      | 4 6 |   |             |
| 2 | Estats Units · Itàlia                                                                               | Bethanie Mattek-Sands Flavia Pennetta                                                               | 64 7     | 2 6 |   |             |
| 3 | Estats Units · Itàlia                                                                               | Melanie Oudin Francesca Schiavone                                                                   | 6 3      | 6 1 |   |             |
| 4 | Estats Units · Itàlia                                                                               | Coco Vandeweghe Flavia Pennetta                                                                     | 1 6      | 2 6 |   |             |
| 5 | Estats Units · Itàlia                                                                               | Liezel Huber / Melanie Oudin Sara Errani / Roberta Vinci                                            |          |     |   | no disputat |

| Copa Federació 2010 |
| ------------------- |
| Itàlia Tercer títol |

### Copa Hopman
Grup A
| Pos. | País         | V | D | Partits | Sets   |
| ---- | ------------ | - | - | ------- | ------ |
| 1    | Espanya      | 3 | 0 | 9 − 0   | 18 − 2 |
| 2    | Estats Units | 1 | 2 | 4 − 5   | 9 − 11 |
| 3    | Austràlia    | 1 | 2 | 3 − 6   | 9 − 13 |
| 4    | Romania      | 1 | 2 | 2 − 7   | 5 − 15 |

Grup B
| Pos. | País       | V | D | Partits | Sets   |
| ---- | ---------- | - | - | ------- | ------ |
| 1    | Regne Unit | 3 | 0 | 6 − 3   | 13 − 8 |
| 2    | Kazakhstan | 2 | 1 | 5 − 3   | 11 − 7 |
| 3    | Rússia     | 1 | 2 | 4 − 5   | 9 − 11 |
| 4    | Alemanya   | 0 | 3 | 2 − 6   | 5 − 12 |

#### Final
| Espanya 2 | Burswood Entertainment Complex, Perth 9 de gener de 2010 Dura indoor | Burswood Entertainment Complex, Perth 9 de gener de 2010 Dura indoor   | Regne Unit 1 |      |     |  |
| \| \| \| \| 1 \| 2 \| 3 \| \| \| - \| -------------------- \| ---------------------------------------------------------------------- \| ---- \| ---- \| --- \| \| \| 1 \| Espanya · Regne Unit \| María José Martínez Sánchez Laura Robson \| 1 6 \| 6⁶ 7 \| \| \| \| 2 \| Espanya · Regne Unit \| Tommy Robredo Andy Murray \| 1 6 \| 6 4 \| 6 3 \| \| \| 3 \| Espanya · Regne Unit \| María José Martínez Sánchez / Tommy Robredo Laura Robson / Andy Murray \| 7 6⁶ \| 7 5 \| \| \| |                                                                      |                                                                        |              |      |     |  |
| |                                                                      |                                                                        | 1            | 2    | 3   |  |
| 1 | Espanya · Regne Unit                                                 | María José Martínez Sánchez Laura Robson                               | 1 6          | 6⁶ 7 |     |  |
| 2 | Espanya · Regne Unit                                                 | Tommy Robredo Andy Murray                                              | 1 6          | 6 4  | 6 3 |  |
| 3 | Espanya · Regne Unit                                                 | María José Martínez Sánchez / Tommy Robredo Laura Robson / Andy Murray | 7 6⁶         | 7 5  |     |  |

| Copa Hopman 2010     |
| -------------------- |
| Espanya Tercer títol |

## ATP World Tour

### ATP World Tour Finals
| Categoria  | Campions                       | Finalistes                   | Resultat      |
| ---------- | ------------------------------ | ---------------------------- | ------------- |
| Individual | Roger Federer                  | Rafael Nadal                 | 6−3, 3−6, 6−1 |
| Dobles     | Daniel Nestor · Nenad Zimonjić | Mahesh Bhupathi · Maks Mirni | 7−6(6), 6−4   |

- Classificats individuals:  Rafael Nadal,  Roger Federer,  Novak Djokovic,  Andy Murray,  Robin Soderling,  Tomas Berdych,  David Ferrer,  Andy Roddick
- Classificats dobles:  Bob Bryan /  Mike Bryan,  Daniel Nestor /  Nenad Zimonjic,  Jurgen Melzer /  Philipp Petzschner,  Lukas Dlouhy /  Leander Paes,  Lukasz Kubot /  Oliver Marach,  Mariusz Fyrstenberg /  Marcin Matkowski,  Mahesh Bhupathi /  Maks Mirni,  Wesley Moodie /  Dick Norman

### ATP World Tour Masters 1000
| Torneig      | Individual      | Individual        | Individual          | Dobles                         | Dobles                                 | Dobles              |
| Torneig      | Vencedor        | Finalista         | Resultat            | Vencedors                      | Finalistes                             | Resultat            |
| ------------ | --------------- | ----------------- | ------------------- | ------------------------------ | -------------------------------------- | ------------------- |
| Indian Wells | Ivan Ljubičić   | Andy Roddick      | 7−6(3), 7−6(5)      | Marc López · Rafael Nadal      | Daniel Nestor · Nenad Zimonjić         | 7−6(8), 6−3         |
| Miami        | Andy Roddick    | Tomáš Berdych     | 7−5, 6−4            | Lukáš Dlouhý · Leander Paes    | Mahesh Bhupathi · Maks Mirni           | 6−2, 7−5            |
| Montecarlo   | Rafael Nadal    | Fernando Verdasco | 6–0, 6–1            | Daniel Nestor · Nenad Zimonjić | Mahesh Bhupathi · Maks Mirni           | 6–3, 3–0 i retirada |
| Roma         | Rafael Nadal    | David Ferrer      | 7−5, 6−2            | Bob Bryan · Mike Bryan         | John Isner · Sam Querrey               | 6−2, 6−3            |
| Madrid       | Rafael Nadal    | Roger Federer     | 6–4, 7–6(4)         | Bob Bryan · Mike Bryan         | Daniel Nestor · Nenad Zimonjic         | 6–3, 6–4            |
| Toronto      | Andy Murray     | Roger Federer     | 7−5, 7−5            | Bob Bryan · Mike Bryan         | Julien Benneteau · Michaël Llodra      | 7–5, 6–3            |
| Cincinnati   | Roger Federer   | Mardy Fish        | 6−7(5), 7−6(1), 6−4 | Bob Bryan · Mike Bryan         | Mahesh Bhupathi · Maks Mirni           | 6−3, 6−4            |
| Xangai       | Andy Murray     | Roger Federer     | 6−3, 6−2            | Jürgen Melzer · Leander Paes   | Mariusz Fyrstenberg · Marcin Matkowski | 7−5, 4−6, [10−5]    |
| París        | Robin Söderling | Gaël Monfils      | 6−1, 7−6(1)         | Mahesh Bhupathi · Maks Mirni   | Mark Knowles · Andy Ram                | 7−5, 7−5            |

### Copa del món de tennis
| Pos. | País      | Punts | Partits | Sets    |
| ---- | --------- | ----- | ------- | ------- |
| 1    | Argentina | 3 − 0 | 6 − 3   | 13 − 9  |
| 2    | França    | 2 − 1 | 5 − 4   | 13 − 9  |
| 3    | Alemanya  | 1 − 2 | 4 − 5   | 10 − 11 |
| 4    | Sèrbia    | 0 − 3 | 3 − 6   | 7 − 13  |

| Pos. | País         | Punts | Partits | Sets    |
| ---- | ------------ | ----- | ------- | ------- |
| 1    | Estats Units | 3 - 0 | 6 − 3   | 14 − 8  |
| 2    | Txèquia      | 2 - 1 | 5 − 4   | 12 − 10 |
| 3    | Espanya      | 1 - 2 | 4 − 5   | 10 − 12 |
| 4    | Austràlia    | 0 - 3 | 3 − 6   | 8 − 14  |

#### Final
| Argentina 2 | Düsseldorf, Alemanya 22 de maig de 2010 Terra batuda | Düsseldorf, Alemanya 22 de maig de 2010 Terra batuda     | Estats Units 1 |     |     |  |
| \| \| \| \| 1 \| 2 \| 3 \| \| \| - \| ------------------------ \| -------------------------------------------------------- \| --- \| --- \| --- \| \| \| 1 \| Argentina · Estats Units \| Juan Monaco Sam Querrey \| 1 6 \| 6 2 \| 6 3 \| \| \| 2 \| Argentina · Estats Units \| Horacio Zeballos Robby Ginepri \| 6 4 \| 67 \| 7 5 \| \| \| 3 \| Argentina · Estats Units \| Eduardo Schwank / Diego Veronelli Bob Bryan / Mike Bryan \| 1 6 \| 2 6 \| \| \| |                                                      |                                                          |                |     |     |  |
| |                                                      |                                                          | 1              | 2   | 3   |  |
| 1 | Argentina · Estats Units                             | Juan Monaco Sam Querrey                                  | 1 6            | 6 2 | 6 3 |  |
| 2 | Argentina · Estats Units                             | Horacio Zeballos Robby Ginepri                           | 6 4            | 67  | 7 5 |  |
| 3 | Argentina · Estats Units                             | Eduardo Schwank / Diego Veronelli Bob Bryan / Mike Bryan | 1 6            | 2 6 |     |  |

| Copa del món de tennis 2010 |
| --------------------------- |
| Argentina Quart títol       |

## Sony Ericsson WTA Tour

### WTA Tour Championships
| Categoria  | Campiona/es                    | Finalista/es                       | Resultat      |
| ---------- | ------------------------------ | ---------------------------------- | ------------- |
| Individual | Kim Clijsters                  | Caroline Wozniacki                 | 6−3, 5−7, 6−3 |
| Dobles     | Gisela Dulko · Flavia Pennetta | Květa Peschke · Katarina Srebotnik | 7−5, 6−4      |

- Classificades individuals:  Caroline Wozniacki,  Vera Zvonariova,  Kim Clijsters,  Samantha Stosur,  Francesca Schiavone,  Jelena Jankovic,  Ielena Deméntieva,  Viktória Azàrenka
- Classificades dobles:  Gisela Dulko /  Flavia Pennetta,  Květa Peschke /  Katarina Srebotnik,  Lisa Raymond /  Rennae Stubbs,  Vania King /  Iaroslava Xvédova

### WTA Tournament of Champions
| Categoria  | Campiona     | Finalista         | Resultat    |
| ---------- | ------------ | ----------------- | ----------- |
| Individual | Ana Ivanović | Alissa Kleibànova | 6−2, 7−6(5) |

- Classificades:  Li Na,  Aravane Rezai,  Anastassia Pavliutxénkova,  Yanina Wickmayer,  Ana Ivanović,  Alissa Kleibànova,  Daniela Hantuchová (invitació),  Kimiko Date Krumm (invitació)

### WTA Premier Tournaments
| Torneig      | Individual          | Individual          | Individual       | Dobles                                         | Dobles                                         | Dobles              |
| Torneig      | Campiona            | Finalista           | Resultat         | Campiones                                      | Finalistes                                     | Resultat            |
| ------------ | ------------------- | ------------------- | ---------------- | ---------------------------------------------- | ---------------------------------------------- | ------------------- |
| Sydney       | Ielena Deméntieva   | Serena Williams     | 6−3, 6−2         | Cara Black · Liezel Huber                      | Tathiana Garbin · Nàdia Petrova                | 6−1, 3−6, [10−3]    |
| París        | Ielena Deméntieva   | Lucie Šafářová      | 6−7(5), 6−1, 6−4 | Iveta Benešová · B. Záhlavová-Strýcová         | Cara Black · Liezel Huber                      | Renúncia            |
| Dubai        | Venus Williams      | Viktória Azàrenka   | 6−3, 7−5         | Núria Llagostera Vives · M.J. Martínez Sánchez | Květa Peschke · Katarina Srebotnik             | 7−6(5), 6−4         |
| Indian Wells | Jelena Janković     | Caroline Wozniacki  | 6−2, 6−4         | Květa Peschke · Katarina Srebotnik             | Nàdia Petrova · Samantha Stosur                | 6−4, 2−6, [10−5]    |
| Miami        | Kim Clijsters       | Venus Williams      | 6−2, 6−1         | Gisela Dulko · Flavia Pennetta                 | Nàdia Petrova · Samantha Stosur                | 6−3, 4−6, [10−7]    |
| Charleston   | Samantha Stosur     | Vera Zvonariova     | 6−0, 6−3         | Liezel Huber · Nàdia Petrova                   | Vania King · Michaëlla Krajicek                | 6−3, 6−4            |
| Stuttgart    | Justine Henin       | Samantha Stosur     | 6−4, 2−6, 6−1    | Gisela Dulko · Flavia Pennetta                 | Květa Peschke · Katarina Srebotnik             | 3−6, 7−6(3), [10−5] |
| Roma         | María José Martínez | Jelena Janković     | 7−6(5), 7−5      | Gisela Dulko · Flavia Pennetta                 | Núria Llagostera Vives · M.J. Martínez Sánchez | 6−4, 6−2            |
| Madrid       | Aravane Rezaï       | Venus Williams      | 6−2, 7−5         | Serena Williams · Venus Williams               | Gisela Dulko · Flavia Pennetta                 | 6−2, 7−5            |
| Varsòvia     | Alexandra Dulgheru  | Zheng Jie           | 6–3, 6–4         | Virginia Ruano Pascual · Meghann Shaughnessy   | Cara Black · Yan Zi                            | 6–3, 6–4            |
| Eastbourne   | Iekaterina Makàrova | Viktória Azàrenka   | 7−6(5), 6−4      | Lisa Raymond · Rennae Stubbs                   | Květa Peschke · Katarina Srebotnik             | 6−2, 2−6, [13−11]   |
| Stanford     | Viktória Azàrenka   | Maria Xaràpova      | 6−4, 6−1         | Lindsay Davenport · Liezel Huber               | Chan Yung-jan · Zheng Jie                      | 7−5, 6−7(8), [10−8] |
| San Diego    | Svetlana Kuznetsova | Agnieszka Radwańska | 6−4, 6−7(7), 6−3 | Maria Kirilenko · Zheng Jie                    | Lisa Raymond · Rennae Stubbs                   | 6−4, 6−4            |
| Cincinnati   | Kim Clijsters       | Maria Xaràpova      | 2−6, 7−6(4), 6−2 | Viktória Azàrenka · Maria Kirilenko            | Lisa Raymond · Rennae Stubbs                   | 7−6(4), 7−6(8)      |
| Mont-real    | Caroline Wozniacki  | Vera Zvonariova     | 6−3, 6−2         | Gisela Dulko · Flavia Pennetta                 | Květa Peschke · Katarina Srebotnik             | 7−5, 3−6, [12−10]   |
| New Haven    | Caroline Wozniacki  | Nàdia Petrova       | 6−3, 3−6, 6−3    | Květa Peschke · Katarina Srebotnik             | Bethanie Mattek-Sands · Meghann Shaughnessy    | 7−5, 6−0            |
| Tòquio       | Caroline Wozniacki  | Ielena Deméntieva   | 1−6, 6−2, 6−3    | Iveta Benešová · B. Záhlavová-Strýcová         | Shahar Pe'er · Peng Shuai                      | 6−4, 4−6, [10−8]    |
| Pequín       | Caroline Wozniacki  | Vera Zvonariova     | 6−3, 3−6, 6−3    | Chuang Chia-jung · Olga Govortsova             | Gisela Dulko · Flavia Pennetta                 | 7−6(2), 1−6, [10−7] |
| Moscou       | Viktória Azàrenka   | Maria Kirilenko     | 6−3, 6−4         | Gisela Dulko · Flavia Pennetta                 | Sara Errani · M.J. Martínez Sánchez            | 6−3, 2−6, [10−6]    |